# Itasha

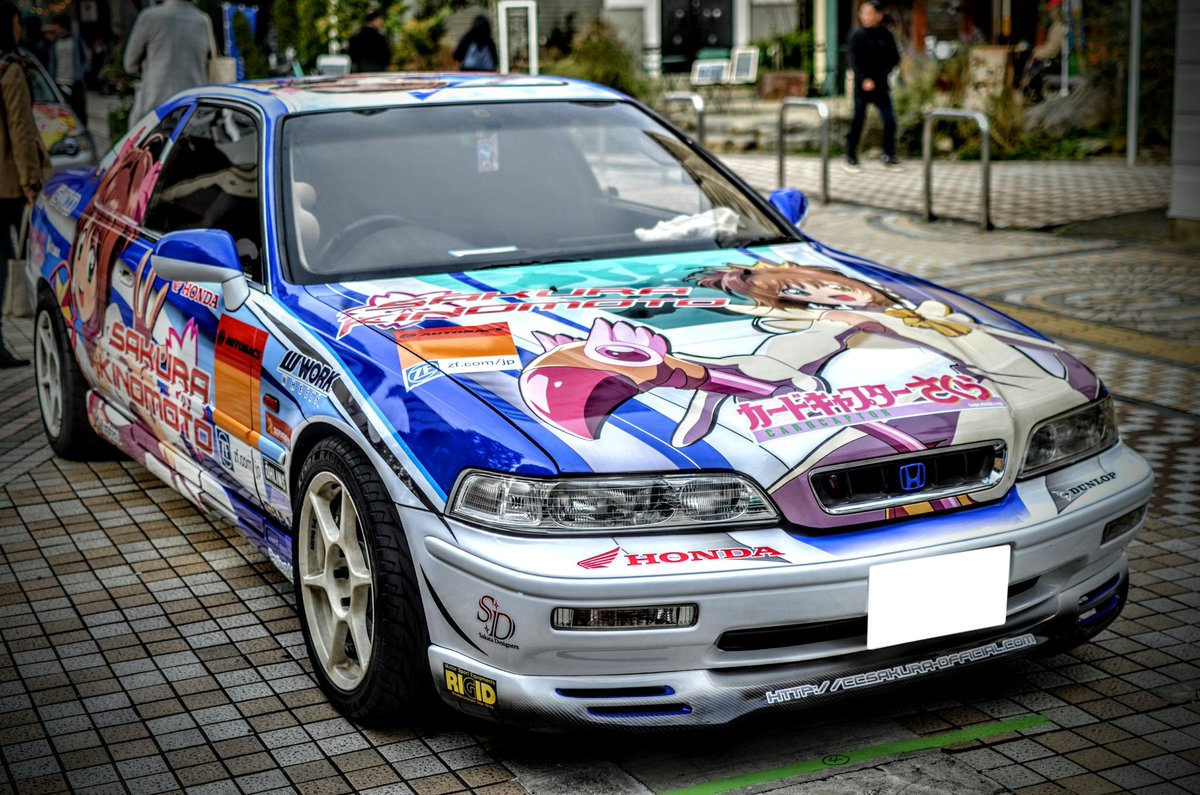
Autovettura Honda su cui è ritratta Sakura Kinomoto, protagonista del manga Card Captor Sakura

Un'itasha (痛車?) è un'autovettura decorata con immagini di personaggi appartenenti al mondo degli anime, dei manga o dei videogiochi giapponesi. I motocicli e le biciclette sono invece chiamati rispettivamente itansha (痛単車?) e itachari (痛チャリ?).

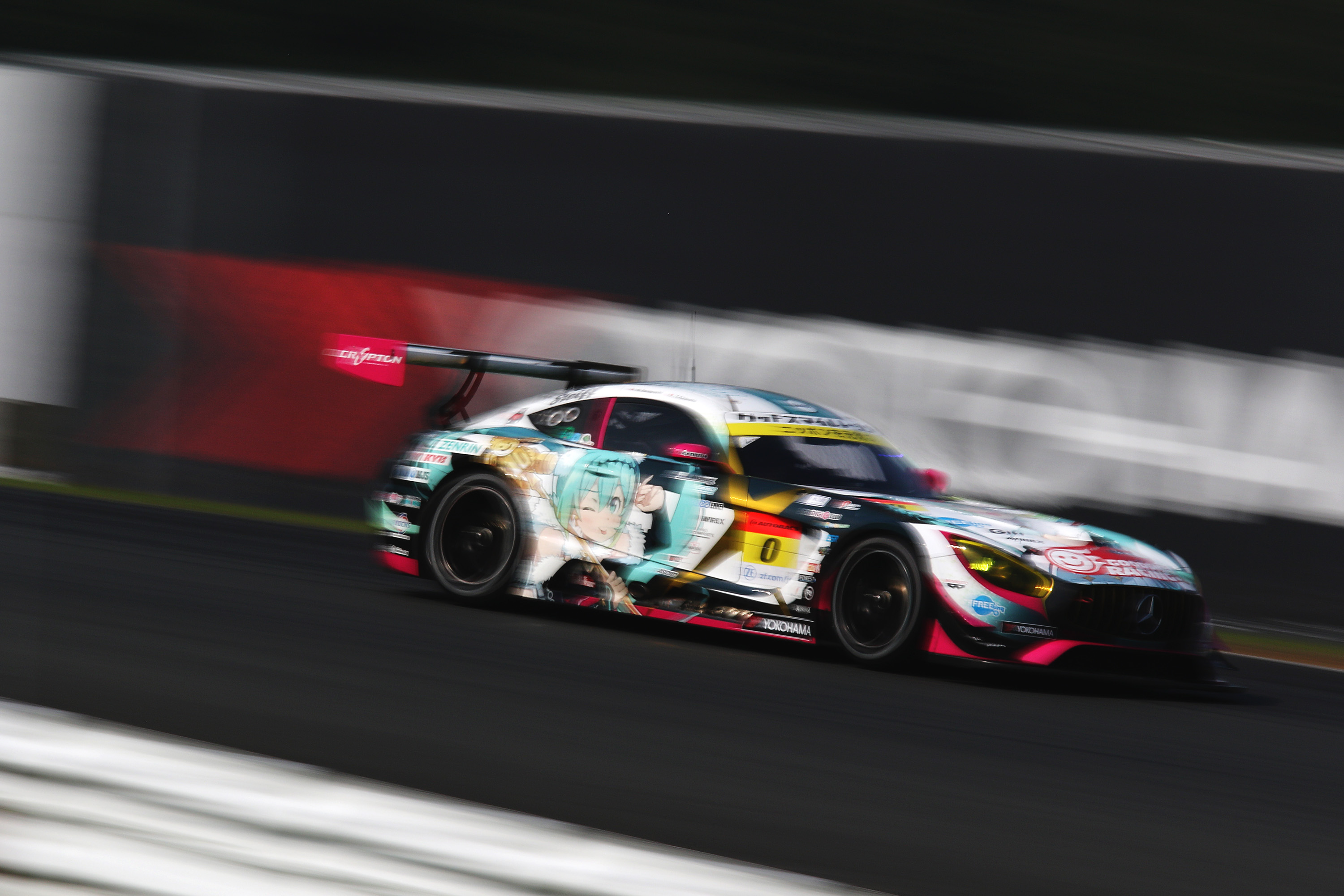
Vettura Super GT della Good Smile Racing raffigurante Hatsune Miku

Le vetture sono diffuse ad Akihabara, Osaka e Nagoya. Nel 2007 è stato inaugurato un salone dedicato all'itasha.